# Songs for a Tailor
| Recensione              | Giudizio   |
| ----------------------- | ---------- |
| AllMusic                |            |
| Robert Christgau        | B-         |
| Debaser                 |            |
| Sputnikmusic            | 3.6 (Good) |
| Piero Scaruffi          |            |
| Progarchives            |            |
| Dizionario del Pop-Rock |            |
| 24.000 dischi           |            |

Songs for a Tailor è il primo album solista del musicista, cantante e compositore scozzese Jack Bruce, pubblicato dalla casa discografica Polydor Records nell'agosto del 1969.
Dopo aver militato in storici gruppi rock e rock-blues britannici come The Graham Bond Organisation, Bluesbreakers, Manfred Mann e soprattutto nel supergruppo Cream, Jack Bruce, considerato da molti suoi colleghi musicisti e critici musicali, come uno dei migliori bassisti di sempre, si impone anche come solista in questo suo primo album.
L'album è dedicato alla stilista statunitense Jeannie Franklyn (già creatrice degli abiti di scena, tra gli altri, dei Cream e conosciuta con il nomignolo di Genie the tailor), morta nel maggio 1969 nell'incidente che coinvolse anche gran parte dei membri del gruppo musicale di folk-rock dei Fairport Convention (in questo tragico evento perì anche il batterista della band, Martin Lamble) che viaggiavano nel van assieme alla Franklyn, fidanzata in quel periodo con il chitarrista Richard Thompson.
L'album inizia con il brano Never Tell Your Mother She's Out of Tune, in cui la fanno da padrona gli strumenti a fiato e la decisa voce di Bruce.
Theme for an Imaginary Western, è forse una delle composizioni più famose del bassista (che nel pezzo suona anche il pianoforte, l'organo e canta), questo brano sarà portato al successo dai Colosseum.
In Tickets to Water Falls è il basso di Jack Bruce a ricamare magistralmente il brano.
Weird of Hermiston è un malinconico brano su versi di un'incompiuta novella del conterraneo Robert Louis Stevenson.
Rope Ladder to the Moon è considerato un piccolo capolavoro di Bruce in cui il violoncello e la chitarra acustica hanno il predominio, anche questa canzone sarà oggetto di cover nell'album dei Colosseum The Grass Is Greener.
In The Ministry of Bag un rhythm and blues con basso e strumenti a fiato in evidenza (che ricorda in qualche modo il brano iniziale dell'album).
He the Richmond è un brano intriso di chitarre acustiche e riferimenti shakespeariani.
Boston Ball Game 1967 è un brano jazz-rock.
To Isengard, brano acustico e meditativo.
The Clearout pezzo in stile Cream.

## Tracce

### LP
Lato A
Testi di Pete Brown, musiche di Jack Bruce.
1. Never Tell Your Mother She's Out of Tune – 3:39
2. Theme for an Imaginary Western – 3:27
3. Tickets to Water Falls – 2:59
4. Weird of Hermiston – 2:20
5. Rope Ladder to the Moon – 2:51

Lato B
Testi di Pete Brown, musiche di Jack Bruce.
1. The Ministry of Bag – 2:47
2. He the Richmond – 3:34
3. Boston Ball Game 1967 – 1:44
4. To Isengard – 5:28
5. The Clearout – 2:36

### CD
Edizione CD del 2003, pubblicato dalla Polydor Records (065 603-2)
Testi di Pete Brown, musiche di Jack Bruce.
1. Never Tell Your Mother She's Out of Tune – 3:39
2. Theme for an Imaginary Western – 3:27
3. Tickets to Water Falls – 2:59
4. Weird of Hermiston – 2:20
5. Rope Ladder to the Moon – 2:51
6. The Ministry of Bag – 2:47
7. He the Richmond – 3:34
8. Boston Ball Game 1967 – 1:44
9. To Isengard – 5:28
10. The Clearout – 2:36
11. The Ministry of Bag – 3:43 – Traccia bonus - Demo: brano inedito
12. Weird of Hermiston – 2:28 – Traccia bonus - Alternate Mix: brano inedito
13. The Clearout – 3:00 – Traccia bonus - Alternate Mix: brano inedito
14. The Ministry of Bag – 3:53 – Traccia bonus - Alternate Mix: brano inedito

## Musicisti
Never Tell Your Mother She's Out of Tune
- Jack Bruce – voce, piano, basso
- George Harrison – chitarra (non accreditato sull'album originale)
- Harry Becket – tromba
- Henry Lowther – tromba
- Dick Heckstall-Smith – sassofono tenore
- Art Themen – sassofono soprano
- Jon Hiseman – batteria

Theme for an Imaginary Western / Tickets to Water Falls / Weird of Hermiston
- Jack Bruce – voce, piano, organo, basso
- Chris Spedding – chitarra
- Jon Hiseman – batteria

Rope Ladder to the Moon
- Jack Bruce – voce, violoncello, chitarra, piano, basso
- John Marshall – batteria
- Felix Pappalardi – voce

The Ministry of Bag
- Jack Bruce – voce, piano, basso
- Chris Spedding – chitarra
- Harry Becket – tromba
- Henry Lowther – tromba
- Dick Heckstall-Smith – sassofono tenore
- Art Themen – sassofono tenore
- Jon Hiseman – batteria

He the Richmond
- Jack Bruce – voce, chitarra, basso
- John Marshall – batteria
- Felix Pappalardi – percussioni

Boston Ball Game 1967
- Jack Bruce – voce, piano, basso
- Harry Becket – tromba
- Henry Lowther – tromba
- Dick Heckstall-Smith – sassofono tenore
- Art Themen – sassofono tenore
- John Mumford – trombone

To Isengard
- Jack Bruce – voce, chitarra, basso
- Felix Pappalardi – voce, chitarra
- Chris Spedding – chitarra
- Jon Hiseman – batteria

The Clearout
- Jack Bruce – voce, piano, organo, basso
- Chris Spedding – chitarra
- Jon Hiseman – batteria

Note aggiuntive
- Felix Pappalardi – produttore
- Jack Bruce – compositore e arrangiamenti
- Registrato al Morgan Studios di Londra, aprile-maggio 1969 (non accreditato sull'album originale)
- Andrew Johns – ingegnere delle registrazioni
- Roger Phillips – foto copertina album originale
- Ink Studios / Ralph – artwork copertina album originale [13]

## Classifica
Album
| Anno | Classifica            | Posizione raggiunta |
| ---- | --------------------- | ------------------- |
| 1969 | Official Albums Chart | 6                   |
| 1969 | Billboard 200         | 55                  |